# Petra Pyšová
Petra Schmalzová Pyšová (* 19. listopadu 1967) je česká herečka, novinářka, moderátorka a manažerka. 

## Život
Narodila se 19. listopadu roku 1967. První filmový konkurz absolvovala ve svých 14 letech na dětskou komedii Bota jménem Melichar. Roli však nezískala, ale režisér Zdeněk Troška ji obsadil do svého následujícího filmu Slunce, seno, jahody, který vyšel v roce 1984. Ztvárnila mladou servírku Milunu. Tuto roli si zopakovala i v následujících pokračování Slunce, seno a pár facek a Slunce, seno, erotika. V roce 1994 se naposledy objevila na filmovém plátně. Jednalo se o film Na krásnom modrom Dunaji.
Později vystudovala žurnalistiku na Univerzitě Karlově a moderovala diskusní politický pořad na TV Prima. V polovině devadesátých let udržovala milenecký vztah s politikem za ODS Miroslavem Mackem. Po provalení tohoto vztahu na veřejnost jej Macek ukončil.
Postupem času se z Pyšové stala oceňovaná manažerka. Pracovala například v Komerční bance nebo v Českých aeroliniích.
Je vdaná za manažera Vladimíra Schmalze. Mají spolu tři děti – Báru, Kateřinu a Vladimíra.

## Filmografie
- Slunce, seno, jahody (1984) – servírka Miluna
- Slunce, seno a pár facek (1989) – servírka Miluna
- Slunce, seno, erotika (1991) – servírka Miluna
- Na krásnom modrom Dunaji (1994)